# Kalliosaari (ö i Södra Österbotten, Kuusiokunnat, lat 62,71, long 23,93)
Kalliosaari är en ö i Finland. Den ligger i sjön Pitkäjärvi och i kommunen Alavo i den ekonomiska regionen  Kuusiokunnat  och landskapet Södra Österbotten, i den centrala delen av landet, 290 km norr om huvudstaden Helsingfors. Öns area är 0,1 hektar och dess största längd är 90 meter i nord-sydlig riktning.